# Bratt från Bratteberg
Släkten Bratt från Bratteberg är en svensk släkt som stammar från gården Bratteberg i Södra Råda socken. Släkten bär sitt efternamn Bratt sedan Lars Östensson antagit efternamnet i början av 1700-talet. Släkten hade 2012 tre levande ättlingar på manssidan.

## Ättlingar i rakt nedstigande led

### Lars Östensson (-1688)
Lars Östensson var enligt mantalslängden från Södra Råda år 1641 boende i Bratteberg.
Lars Östensson bebodde 1665 frälsegården Bratteberg tillsammans med sin bror Olof Östensson. Dåvarande ägare var hovmarskalken Wilhelm Taube
Lars Östensson var far till Östen Larsson i Bratteberg.
Denne dog 1688 och efter honom testamenterades 1 daler silvermynt och 16 daler kopparmynt till Råda kyrka.

### Östen Larsson (ca 1656-1737)
Rådman i Visnums Häradsrätt 1701-1711.
Östen Larsson köpte 1682 skattehemmanet Bratteberg av fru Vendela Hammarskjöld (änka efter landshövdingen Mårten Reutercrantz) för 60 daler silvermynt.
Östen Larsson var gift med Elin Swensdotter och far till Lars Östensson Bratt och 7 andra barn. Östen Larsson dog 81 år gammal den 5 juni 1737.

### Lars Östensson Bratt (1691-ca 1760)
Lars Östensson antog efternamnet Bratt, mest troligt efter släktgården Bratteberg, någon gång före 1717. En tid före 1717 var han sockenskräddare i Hova socken.
1717 upptogs han som borgare i  Mariestad. Han var under en tid stadsfiskal och blev sedermera handlande och rådman i Mariestad. Fram till 1735 var han även kyrkosyssloman vid Mariestads församling. Han gifte sig 1717 med Sara Eneberg från Hova och hade med henne sex barn varav tre levde till vuxen ålder, bland andra Anders Bratt och Johan (Johannes) Bratt.

### Johan Bratt (1725-1796)
Kyrkoherde i Vartofta-Åsaka socken 1764, prost 1774, kontraktsprost i Vartofta 1787.
Såsom pastor var han nitisk och omtänksam; följde med uppmärksamhet sin tids händelser, kände dess författningar och gynnade med uppriktiga och kloka råd dem som begärde hans hjälp
Johan Bratt var gift med Johanna Hesselius och hade med henne fyra barn, bland annat Gustaf Bratt.

### Gustaf Bratt (1773-1830)
Gustaf Bratt var präst, teologie doktor och prost i Broddetorps socken. Bratt hade fem barn, som levde till vuxen ålder, tillsammans med hustrun Gustafva, född Backman, bland vilka sonen Gustaf N.E. Bratt kan nämnas.

### Gustaf N.E. Bratt (1826-1906)
Gustaf Bratt var en svensk sjöofficer och gruvdisponent.
Tillsammans med hustrun Georgina von Gegerfelt hade han nio barn, bland vilka sönerna Gustaf Georg Bratt, John Bratt och Valter Bratt kan nämnas.

### Gustaf Georg Bratt (1856-1934)
Gustaf Georg Bratt var förvaltare av Mogruvan och gruvingenjör vid Dalkarlsbergs gruvor och från 1928 till sin död 1934 bankdirektör vid Nora Sparbank.
Tillsammans med hustrun Charlott född Sandström hade han tre barn bland vilka Sven Bratt kan nämnas.

### Sven Bratt (1895-1969)
Sven Bratt var en svensk ingenjör och arbetade vid L M Ericssons fabrik i Budapest och senare vid samma företags fabrik i Rom. Efter återkomsten till Sverige arbetade han fram till sin pension vid L M Ericssons dotterbolag AB Alpha.
Sven Bratt var gift med Sara född Pettersson och hade med henne sonen Lars och dottern Carin.

### Lars Bratt (1932-)
Lars Bratt är en pensionerad svensk officer i armén med överstelöjtnants grad.
Tillsammans med hustrun Gun född Videlius har han sonen Jonas och dottern Maria.

### Jonas Bratt (1970-)
Jonas har barnen Lovisa, Axel och Agnes.

## Kopplingen mellan Bratt från Bratteberg och andra Brattsläkter
Gustaf Elgenstierna i Svensk Släktkalender från 1918 och Helmer Bratt försöker i boken Några anteckningar om släkten Bratt från Brattfors och med den sannolikt befryndade släkter med namnet Bratt bevisa ett samband mellan fiskalen i Mariestad Lars Bratt ovan och Mariestadsgrenen Bratt.
Detta samband bygger på att det ska finnas ett samband mellan handelsmannen i Göteborg Lars Bratt och fiskalen Lars Bratt. Att det inte går att bevisa beror enligt Elgenstierna och Bratt på att de äldsta kyrkböckerna i Mariestad försvunnit i samband med branden i Mariestad 1693, men anses ändå av Elgenstierna vara obestridligt. Med ovanstående forskning är det dock vederlagt att det finns någon direkt koppling mellan Mariestadsgrenen Bratt och Bratt från Bratteberg.